# Ophioglossum pedunculatum
Ophioglossum pedunculatum là một loài dương xỉ trong họ Ophioglossaceae. Loài này được Desvaux & Nakai mô tả khoa học đầu tiên năm 1926.
Danh pháp khoa học của loài này chưa được làm sáng tỏ. 